# Потічник твердуватий
Потічник твердуватий (Hygrohypnum duriusculum) — вид мохів порядку гіпнобрієвих (Hypnales).

## Поширення
Ареал охоплює такі частини світу: Європа, Північна Америка, Азія.

## Характеристика

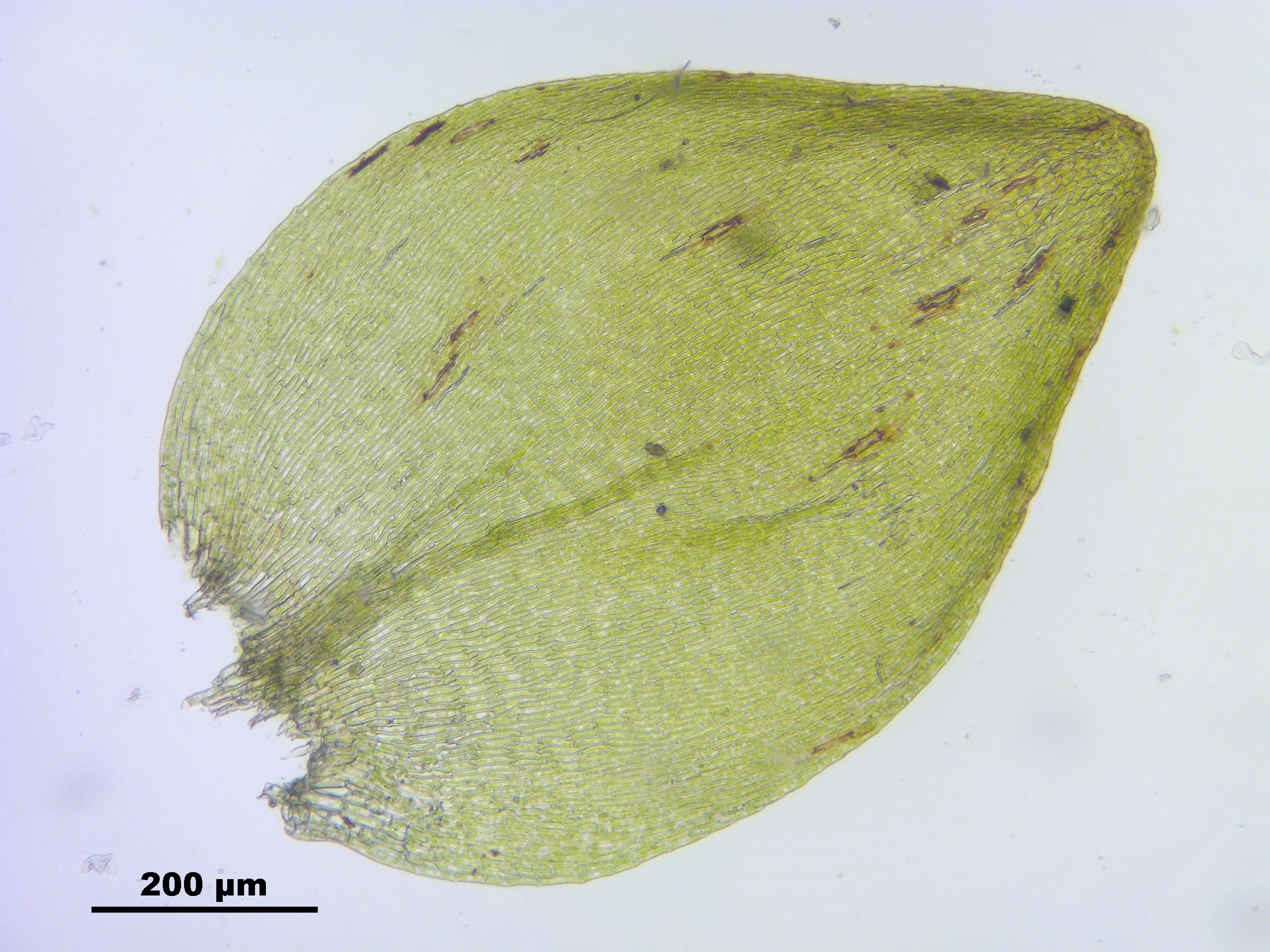

Рослини грубі, жорсткі, яскраво-жовто-зелені, тьмяно-оливково-зелені, брудно-жовті або жовто-коричневі, з іржавими плямами або без них. Стебла до 7 см, облистнені всюди або зазвичай оголені при основі, нерівномірно розгалужені. Листки часто суцільні, прямі, зморщуються, розпростерті або зігнуті та скручені вліво, коли сухі, притиснуті, а іноді розпростерті та дещо зігнуті, коли вологі, дуже широко-яйцеподібні, овальні, округлі або рідше яйцеподібні, плоскі або неглибокі увігнутий, (0.8)1.1–1.7(2.2) × (0.6)0.8–1.3(1.7) мм; краї рівні або вузько загнуті до основи, інколи закручені, коли висихають, зазвичай цілі, рідко зубчасті; верхівка гостра, тупа або коротко-апікулярна. Вид автоіктичний. Коробочкові ніжки жовтувато-червоні, червоні чи бордові, 0.9–2.4 см. Коробочка з 1–3 війками ендостому.